# محوطه داشلی زمی
محوطه داشلی زمی مربوط به هزاره اول قبل از میلاد - سده‌های متاخر دوران‌های تاریخی پس از اسلام است و در شهرستان ورزقان، بخش مرکزی، دهستان ازومدل جنوبی، ۵۰۰ متری شمال روستای روادانق واقع شده و این اثر در تاریخ ۲۷ بهمن ۱۳۸۷ با شمارهٔ ثبت ۲۴۷۷۸ به‌عنوان یکی از آثار ملی ایران به ثبت رسیده است.